# Max Camis

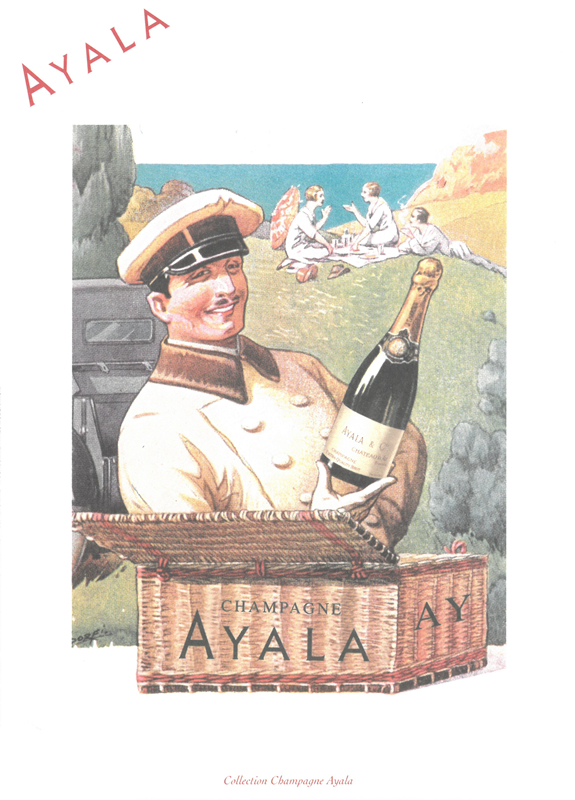
Carte postale: Chauffeur stylé (1922)

Max Camis, né le 15 avril 1890 à Levallois-Perret et mort dans le 18e arrondissement de Paris le 13 août 1985, est un illustrateur et peintre français.

## Biographie
Déclaré sous le nom de Maxime Adolphe Victor Camis, Max Camis est le fils d'Emile Adolphe Désiré Marie Camis, artiste dramatique originaire de Bruxelles (1863-1918) et de Félicie Jeanne Kappler.
Le 16 mai 1911, il épouse dans le 17e arrondissement de Paris, Louise Rose Célie Saulaye, originaire de La Nouvelle-Orléans, en Louisiane, devenue institutrice de la Ville de Paris.
Max Camis a pour gendre le journaliste Jean-Maurice Hermann, époux en 1936 de sa fille aînée, Marie Claire Camis.

## Carrière
Camis est un peintre pour lequel il ne reste que peu d'informations relatives à sa vie. Il expose au Salon des indépendants et au Salon d'automne.
Il exposa également à la Société normande de peinture moderne en 1913 à Rouen.
C'est un affichiste et surtout un dessinateur de presse. Il n'aurait illustré que deux livres : Le Curé de Tours d’Honoré de Balzac (Paris, René Kieffer, 1925) et La Machine illustrée (Paris, René Kieffer, 1926).

## Œuvres
Max Camis est par ailleurs décoré de la Croix de guerre 1914-1918. Trois de ses œuvres sont conservées au Musée d'histoire contemporaine (La contemporaine) :
- La cote 108 éclairée par une fusée, Berry-au-Bac, Aisne
- Sénégalais en secteur de Champagne, mai 1916
- L'infirmerie [du 140e RI à Cormicy, Marne][4]